# Marvin Willoughby
Marvin Willoughby, né le 31 janvier 1978 à Hambourg, en Allemagne, est un ancien joueur allemand de basket-ball. Il évolue durant sa carrière au poste d'ailier.